# Çağlar Şahin Akbaba
Çağlar Şahin Akbaba (sinh 17 tháng 3 năm 1995) là một cầu thủ bóng đá Thổ Nhĩ Kỳ thi đấu ở vị trí thủ môn cho câu lạc bộ Kardemir Karabükspor ở Süper Lig.

## Sự nghiệp chuyên nghiệp
Akbaba ra mắt chuyên nghiệp cho Kardemir Karabükspor trong trận thua 2-0 tại Süper Lig trước Konyaspor ngày 11 tháng 12 năm 2017.

## Sự nghiệp quốc tế
Akbaba thi đấu một lần ở cấp trẻ quốc gia cho U-19 Thổ Nhĩ Kỳ trong trận giao hữu thua 3-1 trước U-19 Hà Lan ngày 13 tháng 10 năm 2013.